# 겨울 나그네 (양준일의 음반)
《겨울 나그네》는 1991년 8월 1일 발표된 양준일의 첫 정규 음반이다.

## 트랙 목록
Side one
1. "겨울 나그네" (이범희 작사ㆍ이범희 작곡) – 3:29
2. "헬프미 큐핏" (강덕희 작사ㆍ이범희 작곡) – 3:46
3. "오월의 교정" (권혜경 작사ㆍ이범희 작곡) – 3:39
4. "리베카" (양준일 작사ㆍ이범희 작곡) – 3:58

Side two
1. "강변의 한사람" (이성하 작사ㆍ이범희 작곡) – 3:50
2. "재수생" (이동현 작사ㆍ이범희 작곡) – 4:22
3. "졸업과 이별과 친구" (이범희 작사ㆍ이범희 작곡) – 4:00
4. "So Insane" (양준일 작사ㆍ양준일 작곡) – 3:48